# Kazushi Kimura
Kazushi Kimura (jap. 木村 和司, Kimura Kazushi; * 19. Juli 1958 in Hiroshima, Präfektur Hiroshima) ist ein ehemaliger japanischer Fußballspieler.

## Nationalmannschaft
1979 debütierte Kimura für die japanische Fußballnationalmannschaft. Kimura bestritt 54 Länderspiele und erzielte dabei 26 Tore.

## Errungene Titel
- Japan Soccer League: 1988/89, 1989/90
- Kaiserpokal: 1983, 1985, 1988, 1989, 1991, 1992

## Persönliche Auszeichnungen
- Japan Soccer League Best Eleven: 1983, 1984, 1985/86, 1988/89, 1989/90